# Enrique Mosconi
Enrique Carlos Alberto Mosconi (Buenos Aires, 21 de febrero de 1877 - Ib., 4 de junio de 1940) fue un militar, ingeniero y político argentino, general de división del Ejército y miembro de la Unión Cívica Radical. Fue pionero en la organización de la exploración y explotación de petróleo en Argentina. Además, sirvió como ideólogo y primer presidente de la empresa estatal Yacimientos Petrolíferos Fiscales (YPF).

## Infancia y estudios
Hijo del inmigrante italiano Enrico Mosconi, un ingeniero dedicado al tendido de vías férreas y de María Juana Canavery, una argentina de ascendencia irlandesa, Mosconi creció en la ciudad de Buenos Aires. El padre quería un hijo médico; la madre un hijo militar, para seguir la tradición familiar de Ángel Canavery, su tío, quien había participado en la llamada Conquista del Desierto. Mosconi tenía dos hermanas mayores y dos hermanos menores. Cuando tenía sólo dos años de edad la familia se trasladó a Italia, volviendo a la Argentina un par de años más tarde, luego de la muerte de su madre. Enrico Mosconi se volvió a casar con María Luisa Natti.
Al finalizar la escuela primaria, el joven Mosconi ingresó al Colegio Militar de la Nación el 26 de mayo de 1891 y se graduó de subteniente de infantería el 20 de noviembre de 1894, a los 17 años de edad. Fue enviado a encargarse del Regimiento 7 de Infantería en Río Cuarto, Provincia de Córdoba, y comenzó a escribir un «Reglamento para la Infantería en Campaña», con detalles sobre el manejo de explosivos e instrucciones para construir puentes. En 1896 fue ascendido y trasladado a Buenos Aires, donde empezó la carrera de Ingeniería en la Universidad de Buenos Aires.
La trascendencia de Mosconi está marcada inexorablemente por la presencia del ingeniero en minería Enrique Martín Hermitte, quien descubrió el primer pozo petrolero en la ciudad de Comodoro Rivadavia.
En 1899 realizó estudios topográficos y estadísticos de los Andes en la provincia de Mendoza, y el año siguiente formó parte en los estudios llevados a cabo en la Patagonia a fin de establecer una red ferroviaria de importancia estratégica en la provincia del Neuquén. En 1903 se graduó de la Facultad de Ciencias Exactas Físicas y Naturales de la Universidad de Buenos Aires como ingeniero civil. Su tesis de grado fue un proyecto de construcción de una represa en el Lago Nahuel Huapi e instalación de una válvula para regular las aguas de los ríos Limay y Negro, en Neuquén, con el objetivo de hacerlos navegables.

## Carrera militar
En 1903 fue transferido a la división de Ingeniería del Ejército como ingeniero militar, y en 1904 recibió un premio por un proyecto de construcción. Entre 1906 y 1908 fue parte de una comisión de graduados argentinos enviados a Europa (Italia, Bélgica y Alemania) para estudiar y adquirir plantas de energía hidroeléctrica y gasífera. Fue incorporado a las tropas de ingeniería del Reichsheer, y pasó 4 años en el Batallón 10 de Westfalia, mientras cursaba un posgrado en la Escuela Técnica Superior de Artillería e Ingeniería de Charlottenburg. En Alemania se interesó por las ideas de Friedrich List (1789-1846), un economista cuyas ideas industrialistas tenían gran influencia en Europa y los Estados Unidos.
En 1909 Mosconi regresó a Argentina como Jefe del Batallón 2 de Ingenieros, permaneciendo unos pocos meses para volver luego a Europa con el fin de adquirir materiales para la división de Ingeniería. Allí estudió y trabajó con unidades de telegrafistas y especialistas en ferrocarriles de Alemania, Francia y el Imperio austrohúngaro. Volvió a Argentina en diciembre de 1914, y recuperó su puesto militar hasta 1915, cuando fue nombrado director del Arsenal Esteban de Luca. En 1920 fue reubicado en la división de Aeronáutica, la cual dirigió hasta 1922.

## YPF y la nacionalización del petróleo
El 16 de octubre de 1922, durante la presidencia de Marcelo T. de Alvear, Mosconi fue nombrado director general de Yacimientos Petrolíferos Fiscales (YPF), cargo que ocuparía durante ocho años, dedicando grandes esfuerzos para incrementar la exploración y desarrollo de la extracción de petróleo.
YPF recibió un monto inicial de ocho millones de pesos de parte del Gobierno Nacional, y desde ese momento fue autosuficiente, financiándose a sí misma con las ganancias provenientes de la extracción de petróleo y, por supuesto, sin préstamos ni inversiones extranjeras. En 1925 Mosconi consideró la posibilidad de una sociedad mixta estatal y privada, pero en 1928 se retractó al expresar:

No queda otro camino que el monopolio del Estado pero en forma integral, es decir, en todas las actividades de esta industria: la producción, la elaboración, el transporte y el comercio […] sin monopolio del petróleo es difícil, diré más, es imposible para un organismo del Estado vencer en la lucha comercial las organizaciones del capital privado.
E. Mosconi

También remarcó que, para defender los yacimientos petrolíferos argentinos de las compañías extranjeras, era necesaria «una magnífica insensibilidad a todas las solicitaciones de los intereses privados concordantes o no con los intereses colectivos, pero sobre todo hace falta un poder político capaz de contener todas las fuerzas opuestas».

Resulta inexplicable la existencia de ciudadanos que quieren enajenar nuestros depósitos de petróleo acordando concesiones de exploración y explotación al capital extranjero, para favorecer a éste con las crecidas ganancias que de tal actividad se obtiene, en lugar de reservar en absoluto tales beneficios para acrecentar el bienestar moral y material del pueblo argentino. Porque entregar nuestro petróleo es como entregar nuestra bandera.
E. Mosconi

Entre 1927 y 1928 Mosconi recorrió América Latina informando a las autoridades sobre la experiencia argentina con los combustibles fósiles, promoviendo la integración de esfuerzos en materia de petróleo. Mosconi fue el mayor impulsor de una política nacional que puso los recursos naturales al servicio del desarrollo económico, industrial y social de la Nación. Defendió la nacionalización de estos recursos, un absoluto monopolio estatal en su exploración y explotación, la necesidad de los países latinoamericanos de tomar medidas coordinadas en este asunto, y la promulgación de leyes relacionadas con los recursos naturales que fueran ventajosas para los intereses de los estados nacionales. La influencia de esta doctrina tuvo impacto en México, Brasil, Uruguay, Bolivia y Colombia.
Mosconi administró eficientemente YPF y, al mismo tiempo que establecía una incipiente gran empresa petrolera, comenzó a combatir la presión política de los dos gigantes de la explotación de hidrocarburos: la holandobritánica Royal Dutch y la Standard Oil del estadounidense John D. Rockefeller.
En 1929 recibió a Edmundo Castillo, ministro de Industria uruguayo, y lo convenció del establecimiento de una refinería nacional y una empresa estatal para vender sus productos. Esto desembocó en la creación de Administración Nacional de Combustibles, Alcohol y Portland (ANCAP), la compañía energética estatal creada por el gobierno uruguayo en 1931.
Mosconi, leal a sus ideas radicales, no quiso colaborar en la década infame cuando los militares del momento se lo pidieron. Un dato que demostró su férrea disciplina militar fue su acto de mandar oficiales a los yacimientos para sofrenar a los transpirados anarquistas de veinte nacionalidades distintas, en sus lucha de condiciones laborales acordes.
En 1936, luego de la Guerra del Chaco, el Estado boliviano creó Yacimientos Petrolíferos Fiscales Bolivianos (YPFB) siguiendo el modelo de la empresa argentina, y poco después dictó la expropiación de la filial boliviana de la Standard Oil. En 1938, en Brasil, las mismas ideas llevaron a la formación del Conselho Nacional do Petróleo (CNP). Ese mismo año Mosconi fue galardonado con una medalla de oro por la Academia de Ciencias y Arte de Río de Janeiro en reconocimiento a su labor.

## Mosconi hoy

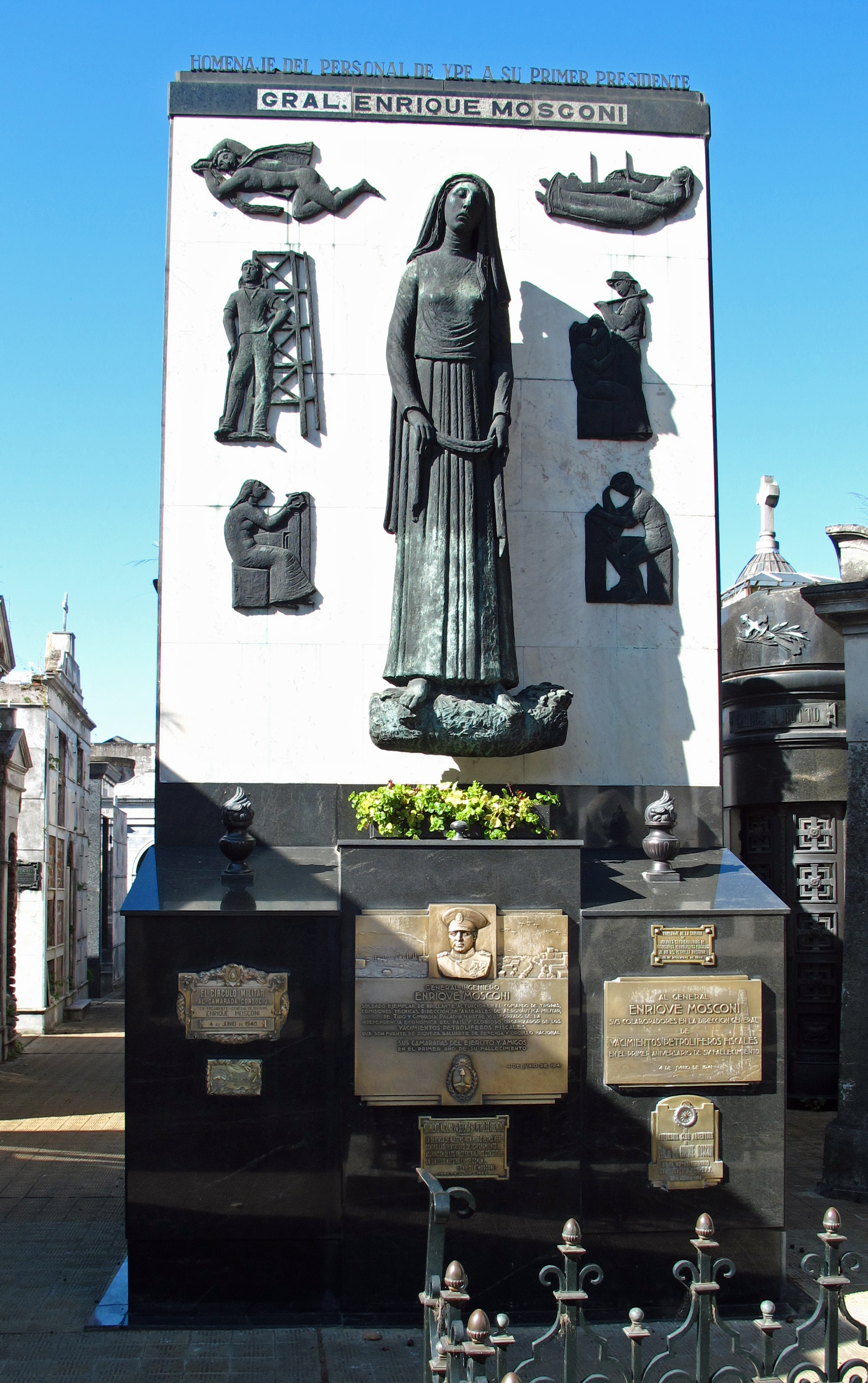
Su mausoleo en el cementerio de la Recoleta.

Si bien las ideas de Mosconi sobre la independencia energética no sobrevivieron por mucho tiempo, YPF continuó siendo la empresa estatal argentina de petróleo hasta 1992, cuando fue privatizada por el gobierno de Carlos Menem. El 16 de abril de 2012 fue anunciada la expropiación del 51% de la empresa por parte del gobierno de Cristina Fernández de Kirchner.
En la actualidad, podemos encontrar en el espectro político argentino a la agrupación La Baldrich que reivindica el accionar de Mosconi en Y.P.F. (1922-1930) y su pensamiento industrialista emancipador.
Tres localidades de la Argentina llevan su nombre:
- provincia del Chubut: General Mosconi, cercana a la ciudad de Comodoro Rivadavia. Conocida también como kilómetro 3.
- provincia de Formosa: General Mosconi
- provincia de Salta:  General Mosconi

También se lo recuerda en dos aeropuertos ubicados en zonas asociadas a la explotación petrolera:
- Ciudad de Tartagal (Provincia de Salta): Aeropuerto "Gral. Enrique Mosconi" Tartagal
- Comodoro Rivadavia (Chubut): Aeropuerto Internacional General Enrique Mosconi

El centro de estudiantes de la UTN Regional Mendoza lleva su nombre (CETEM: Centro de Estudiantes Tecnológicos Enrique Mosconi)
La escuela secundaria de Plaza Huincul E.P.E.T N°10 (de especialización Técnicos en Petróleo, única en el país) lleva el nombre de Gral. Ingeniero Enrique Mosconi.
Además, el Gimnasio Municipal de la Ciudad de Cutral Có (ciudad clave para la explotación de YPF en la Patagonia Norte) lleva su nombre.
En la Ciudad de Rafael Castillo, Partido de La Matanza, Pcia. de Buenos Aires La Escuela secundaria de Enseñanza media N.º 1 lleva el nombre de "General Enrique Mosconi" desde su fundación, nombre elegido por su director Lic. Julio Ernesto Pinto en homenaje.
En Maria Grande hay una escuela técnica que lleva su nombre, (Escuela Técnica N.º 34 "Gral. E. Mosconi")
La localidad salteña de General Mosconi se hizo conocida en el escenario nacional argentino en 2001 a causa de serios conflictos entre el gobierno y grupos piqueteros, trabajadores que quedaron desempleados en parte por la merma en la explotación petrolífera en el área luego de la polémica privatización de YPF.
En 1983 se fundó el Instituto Argentino de Energía "General Mosconi", una organización sin fines de lucro dedicada a "propender a un aprovechamiento racional de los recursos energéticos y a un coherente desarrollo de sus actividades conexas que satisfagan los intereses de la población".
Una avenida de la ciudad de Buenos Aires lleva el nombre General Enrique Mosconi en su honor. También, una avenida de la localidad chaqueña de Barranqueras (en su límite con Puerto Vilelas) lleva el nombre del General Enrique Mosconi. Justamente, en la intersección de esta avenida con Avenida Juan José Castelli, se encuentra el polo de distribución de YPF para la región Nordeste.
Una importante avenida del Partido de Quilmes, en el sur del Gran Buenos Aires, lleva el nombre General Mosconi en su honor.
En la ciudad de Río Grande, Provincia de Tierra del Fuego, el puente que atraviesa el río homónimo a dicha ciudad, lleva el nombre de Ing. Enrique Mosconi.
En la ciudad de San Lorenzo provincia de Santa Fe el 1 de abril de 1992 comenzó  a funcionar la Escuela Primera Ingeniero Enrique Mosconi N 1339 ubicada en el original Barrio Fonavi SUPE.
En la ciudad de Salta, Capital un barrio en zona norte lleva el nombre general Enrique Mosconi. En esta zona se encontraban varias plantas de gas que luego fueron trasladadas a otro lugar ya que la zona comenzó a poblarse.